# Naboulsi

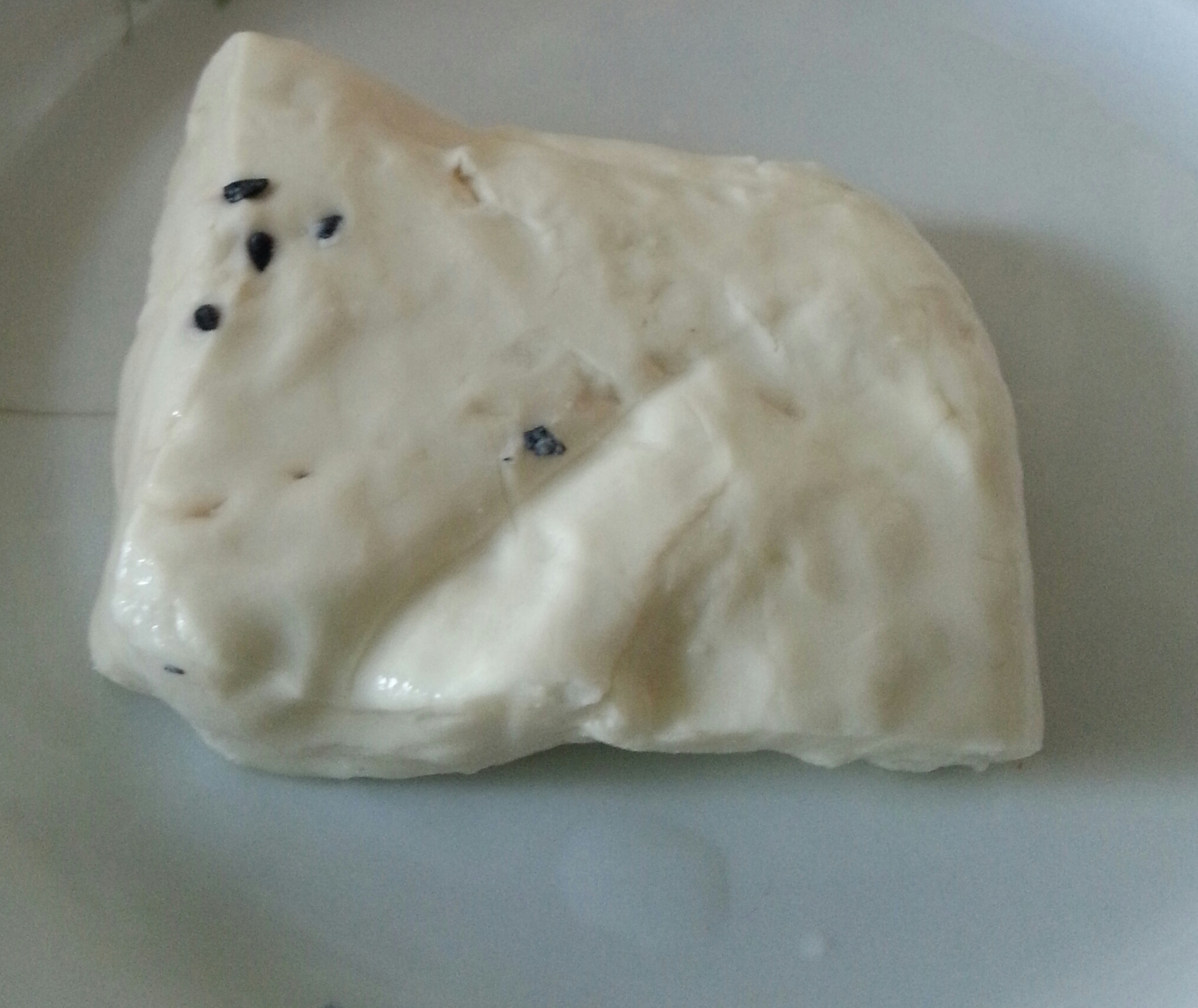
Pedaço de queijo Naboulsi cortado.

Naboulsi ou Nabulsi é um dos inúmeros queijos brancos feitos no Oriente Médio.
Seu nome vem da região de origem, Nablus. É o principal queijo consumido na Palestina, na Jordânia. É produzido com leite de ovelha, mas o de cabra também pdoe ser usado. O naboulsi é branco e retangular. Semi-duro sem bolhas de gás. Torna-se macio e elástico quando aquecido. Tradicionalmente recebe adição de mahlab e pistache, na salmoura fervente. Pode ser consumido fresco ou em uma tábua de queijos ou frito em óleo, além de fazer parte de uma receita tradicional de sobremesa da Palestina, o kanafeh.